# Ико-ики
Ико-ики (јап. 一向一揆, у преводу Савез Истомишљеника или Устанак Посвећених) је јапански термин који означава велике устанке верника будистичке секте Џодо-шиншу (Права школа чисте земље) у 15. и 16. веку. Ове устанке често су водили локални феудални господари (кокуђини) који су користили веровања секте, која је подстицала солидарност сељака и социјалну револуцију (збацивање власти феудалаца и самураја над земљорадницима), за сопствене циљеве.

## Дефиниција
Термин Ико-ики састоји се из два дела: Ико-шу и Ики. 
Појам Ико-шу (јап. 一向宗, у преводу Школа Истомишљеника, Школа Одлучних или Школа Посвећених) означава регионалне савезе верника будистичке секте Џодо-шиншу (Права школа чисте земље), састављене од локалне властеле (кокуђина), сељака-ратника (џисамураја) и земљорадника. Учења ове секте, коју је основао будистички монах Шинран (1173-1262) у 13. веку, а реформисао његов потомак Ренјо (1415-1499), подстицала су отпор простих људи тиранији самураја, феудалних господара (даимјо) и војних гувернера (шуго).
Јапански термин Ики (јап. 一揆) првобитно је означавао савез или заједницу, али је током средњег века почео да означава две различите ствари: савез ратника, сељака или грађана и устанак локалних ратника и сељака. Ово друго значење постало је доминантно у историографији, пошто су се током средњег века и у периоду Сенгоку савези ратника и сељака стварали искључиво ради отпора централној власти или феудалним господарима. Треба ипак имати на уму, да није сваки Ики био Ико-ики.

## Историја

### Идеологија
Популистичка учења Праве школе чисте земље о духовној равноправности свих људи у очима Буда Амиде и његовој бескрајној милости која свим верницима који изговоре молитву Нембутсу (Наму Амида Будатсу - Верујем у Буду Амиду) обезбеђује поновно рођење у рајској Чистој земљи на западу нашла су плодно тле међу најсиромашнијим и најпотлаченијим слојевима јапанског средњовековног друштва - већином сељацима у провинцијама. Истовремено, учење ове секте о непотребности свештеника, верског образовања и сложених ритуала традиционалног јапанског будизма који је у 8. веку дошао из Индије и Кине, изазвало је реакцију богатих будистичких манастира у престоници и провинцијама, који су вековима примали земљишне поседе и дарове у новцу од царске породице, аристократије и великаша у замену за молитве које обезбеђују спасење душе после смрти - Ико-секта нудила је сваком вернику спасење бесплатно, и учила да је најпростији сељак једнако близак спасењу као и најученији свештеник. Тако су проповедници и верници Ико-секте били изложени периодичним прогонима од стране традиционалних будистичких храмова (који су већином располагали властитим војним снагама као и други земљопоседници, састављеним од монаха-ратника (сохеи) и најамника) који су уживали подршку двора и централне власти.

### Устанак и теократска држава
Међутим, слом централне власти и хаос грађанских ратова у периоду Сенгоку (1467-1600) довели су до радикализације Ико-секте: протеран из Кјота од стране свештеника храма Енрјакуђи на планини Хиеи (који је сматран престоницом секте Тендај, у то време најбогатије у Јапану), проповедник Ренјо (1415-1499) побегао је у провинцију Кага и 1488. подигао вернике на устанак: до 1490. цела провинција била је у рукама верника - ситних земљопоседника и сељака, а слични устаничко-верски покрети, предвођени проповедницима Ико-секте, ослободили су од феудалаца и самураја велике делове провинција Сецу (са седиштем у Осаки), Изе (са седиштем у Нагашими) и Микава, а провинције Овари, Мино, Оми и Кии имали су бројна слободна села и варошице око храмова Ико-секте која су била фактички независна од власти локалних феудалаца и гувернера. Тако је Ико-секта до 1550. контролисала неколико провинција и располагала већом војском од било ког феудалног господара у Јапану, створивши фактички независну теократску државу са престоницом у утврђеном храму Ишијама Хонганђи у Осаки, на чијем челу је стајао врховни свештеник Кенјо Коса, кнез-опат манастира Осака.
Ико-секта је 1570. (после битке код Анегаве) објавила рат Ода Нобунаги, који је потрајао пуних 10 година и завршио се падом Нагашиме (1574), манастира Осака (1580) и провинције Кага (1581), чиме је Ико-секта изгубила независност и световну власт у провинцијама, али је наставила да постоји као верска организација.